# Маккейб, Фрэнк
Фрэнк Маккейб (англ. Frank Reilly McCabe, 30 июня 1927, Гранд-Рапидс, Мичиган — 18 апреля 2021, Пеория, Иллинойс) — американский баскетболист, олимпийский чемпион летних Олимпийских игр 1952 года в Хельсинки.

## Биография
Выпускник Университета Маркветта 1950 года. Был центровым студенческой команды Маркет Голден Иглз. После окончания университета играл в команде Ассоциации любительского спорта Peoria Caterpillars и помог им выиграть три национальных титула подряд в 1952, 1953 и 1954 годах. В 1951-1954 годах входил в символическую сборную Ассоциации любительского спорта. После прихода в компанию Caterpillar Tractor Company в 1951 году работал в ней до выхода на пенсию.